# 石佛寺街道
石佛寺街道，是中华人民共和国辽宁省沈阳市沈北新区下辖的一个已撤销的乡镇级行政单位。

## 历史
1973年，石佛寺乡设立。1991年，改名石佛寺朝鲜族锡伯族乡。2011年，改设为石佛寺街道。
2019年12月2日，石佛寺街道撤销，其管辖区域划入兴隆台街道。

## 行政区划
石佛寺街道下辖以下地区：
石佛寺一社区、石佛寺二社区、孟家台社区、房身社区、小屯社区、鲁家社区、大黑台子社区、立新社区和兴胜社区。

## 名胜
辽双州双城县时家寨净居院舍利塔，也称净居院舍利塔、石佛寺塔，位于七星山顶峰，始建于辽代咸雍十年（1074年），今只存部分塔身，也叫石佛寺残塔。